# Ariadna barbigera
Espèce
Ariadna barbigera est une espèce d'araignées aranéomorphes de la famille des Segestriidae.

## Distribution
Cette espèce est endémique des îles Chatham en Nouvelle-Zélande.

## Publication originale
- Simon, 1905 : Arachnides des îles Chatham. (Ergebnisse einer Reise nach dem Pacific. Schauinsland 1896-1897). Zoologische Jahrbücher. Abteilung für Systematik, Geographie und Biologie der Tiere, vol. 21, p. 415-424.